# والری آندریتسوف
والری آندریتسوف (به انگلیسی: Valerii Andriitsev) کشتی گیر مرد متولد ۲۷ فوریهٔ ۱۹۸۷ در کشور کشور اوکراین است. از افتخارات این کشتی‌گیر کسب مقام نایب قهرمانی در المپیک لندن در سال ۲۰۱۲ و مقام سومی در مسابقات قهرمانی کشتی جهان در سال ۲۰۱۴ می‌باشد.در سال ۲۰۱۲ میلادی در بازی‌های المپیک ریو در وزن ۹۶ کیلو حاضر بود که در دیدار نهایی با شکست مقابل جیک وارنر دوم شد.او در همان المپیک در مرحله نیمه نهایی به مصاف رضا یزدانی رفت که در این دیدار با توجه به پارگی رباط کشتی گیر ایرانی، او قادر به ادامه مسابقه نشد.
او در المپیک ۲۰۱۶ ریو در وزن ۹۷ کیلو حاضر بود که در مسابقه اول و دوم آنزور بولتوکایف از روسیه و ماگومد موسائف از قرقیزستان را شکست داد اما در نیمه نهایی به ختاگ گازیموف از اوکراین شکست خورد و به دیدار رده‌بندی رفت. وی در دیدار رده‌بندی به ماگومد ابراگیموف ازبکستانی باخت و پنجم شد.